# Hallby församling
Hallby församling var en församling  i Skara stift i nuvarande Vänersborgs kommun. Församlingen uppgick senast 1528 i Vänersnäs församling.
Kyrkan återfinns som Hallby kyrkoruin.

## Administrativ historik
Församlingen har medeltida ursprung och uppgick senast 1528 i Vänersnäs församling.

## Hallby socken
Hallby by utgjorde en särskild socken under medeltiden. Den omnämns i ett salubrev på gården Lunden i Hälby sokn utfärdat av Ragvald Magnusson till riddaren Jöns Lage Posse daterat den 28 juli 1444. Vidare dyker socknen upp i Sten Sture den äldres jordebok år 1502 där det skrivs Holby soknn. Även i hans jordebok av år 1528 förekommer socknen och skrivs Halby sochnn. Detta är sista gången namnet skrivs i en handling och omnämns som socken. Det finns dock anledning att tro att socknen redan då upphört eftersom en gård i Hallby anges ligga i Näs socken år 1490. Till dess område tillhörde förutom själva byn, hela sydvästra delen av Vänersnäshalvön. Allt tyder på att socknen förenats med Vänersnäs socken redan vid slutet av 1400-talet.